# Tipula subtenuicornis
Tipula subtenuicornis är en tvåvingeart som beskrevs av Doane 1901. Tipula subtenuicornis ingår i släktet Tipula och familjen storharkrankar. Inga underarter finns listade i Catalogue of Life.